# Croix de chemin de Calmont
La croix de chemin de Calmont est une croix située à Calmont, en France.

## Localisation
La croix est située sur la commune de Calmont, dans le département français de l'Aveyron.

## Historique
L'édifice, datant du XVIe siècle, est classé au titre des monuments historiques en 1910.